# Igreja de São João de Brito

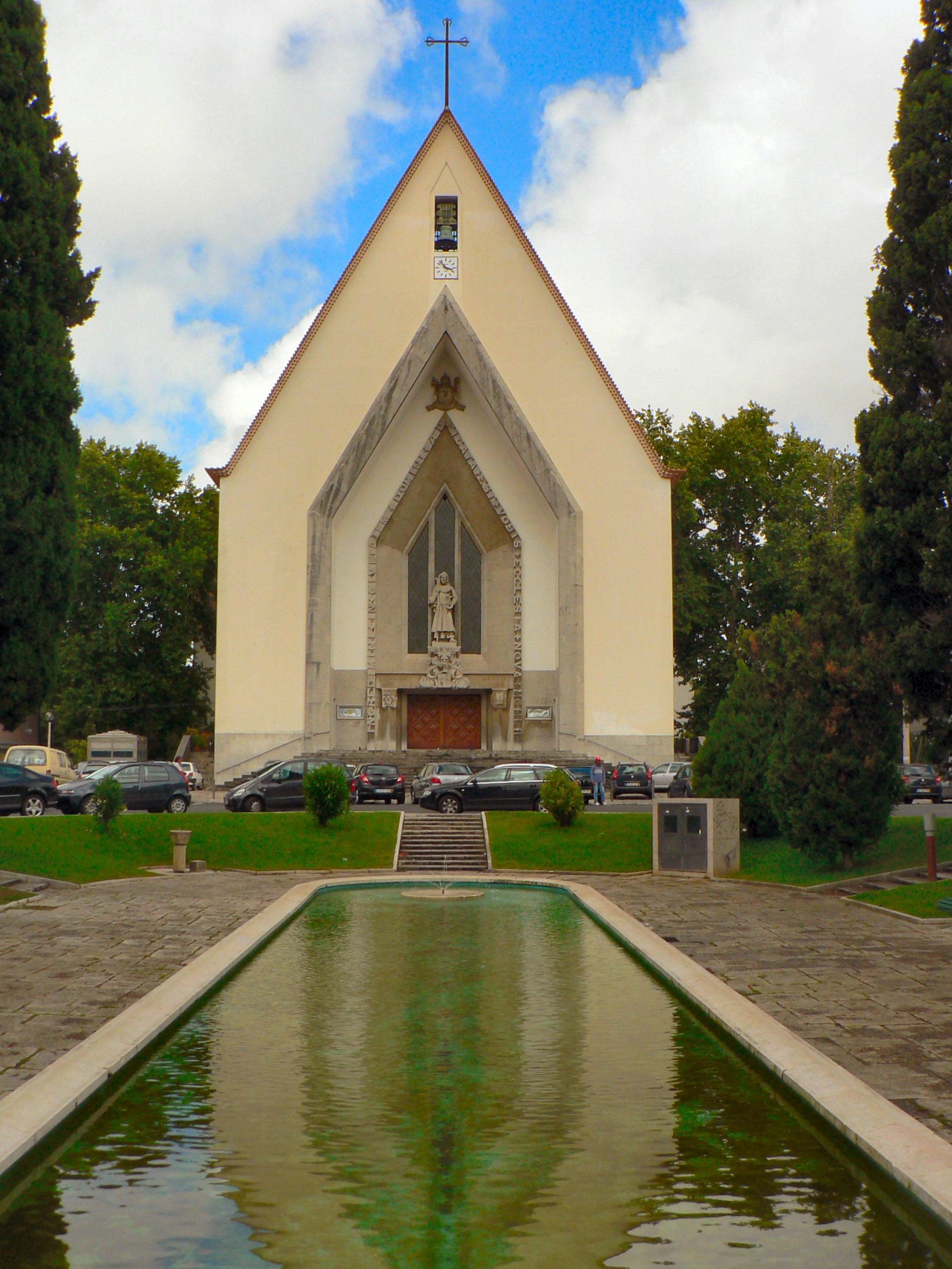
Igreja de São João de Brito

A Igreja de São João de Brito está situada na antiga freguesia de São João de Brito, atualmente freguesia de Alvalade, em Lisboa.
Inaugurada em 2 de outubro de 1955, desenho da igreja data de 1951 pelas mãos do arquiteto Vasco de Morais Palmeiro. No ano seguinte é iniciada a sua construção.
A sua fachada tem a forma de empena, tem no centro uma janela com vidros em losango, com a estátua de São João de Brito, e armas do Cardeal-patriarca de Lisboa por cima. No topo da fachada encontra-se uma cruz em ferro com cerca de 5 metros de altura.
O interior da igreja é em cruz latina de nave única, sendo o teto de abóbada de berço.
É a partir desta igreja que é transmitida dominicalmente na rádio, a Eucaristia a partir da RTP para todo o país e estrangeiro.